# Saint Pierre du Bois
Saint Pierre du Bois (engelska: St Pierre du Bois) är en parish i kronbesittningen Guernsey. Den ligger i den västra delen av Guernsey. Antalet invånare är 2 188. Saint Pierre du Bois ligger på ön Guernsey.